# Space Shuttle
Ovo je članak o svemirskoj letjelici, za članak o istoimenom svemirskom programu vidi Program Space Shuttle.
Space Shuttle, službeno nazvan Space Transportation System ili STS (svemirski transportni sustav), svemirska je letjelica koju je svemirska agencija NASA vlade Sjedinjenih Američkih Država upotrebljavala za svemirske letove s ljudskom posadom. Prvi letovi obavljeni su 1981. godine, a povučen je iz uporabe 2011. U tome je razdoblju ostvareno 135 misija. Pri polijetanju sastoji se od tamnocrvenog vanjskog spremnika (External tank, ET), dvije bijele pogonske rakete na čvrsto gorivo (Solid Rocket Booster, SRB) i orbitera, krilatog svemirskog zrakoplova, raketoplana, koji je Space Shuttle u najužem smislu termina.
Orbiter prevozi astronaute, najčešće njih pet do sedam, i korisni teret kao satelite ili komponente svemirske stanice, mase do 22 700 kg, u nižu orbitu, gornji dio atmosfere ili termosferu. Po završetku misije uključuju se potisnici orbitalnog manevarskog sitema (Orbital Maneuvering System OMS) radi deorbitiranja i povratka u nižu atmosferu. Za vrijeme poniranja orbiter usporava iz nadzvučnog leta služeći se otporom atmosfere (zračno kočenje ili aerobraking), te se pri fazi ateriranja ponaša kao jedrilica i slijeće u potpunosti bez pogona.

## Opis
Shuttle je prva orbitalna svemirska letjelica projektirana za djelomično višestruko korištenje. Prevozi korisni teret u nižu orbitu, omogućuje rotaciju posade na Međunarodnoj svemirskoj postaji (ISS), i obavlja popravke satelita, svemirskih postaja i sličnih orbitalnih uređaja. Orbiter također može ukrcati satelite i druge terete iz orbite i vratiti ih na zemlju. Svaki pojedini Shuttle bio je dizajniran za planirani radni vijek od 100 letova kroz 10 godina korištenja. Glavni odgovorni dizajner STS-a bio je Maxime Faget, koji je također nadgledao projekte svemirskih letjelica Mercury, Gemini i Apollo. Ključni faktor pri određivanju veličine i oblika Shuttlea bila je potreba za ukrcajem najvećih predviđenih komercijalnih i vojnih satelita, i mogućnost korištenja krajnih strana nominalne putanje povratka radi potreba vojnih misija američkog zrakoplovstva, za mogućnost odustajanja nakon jedne orbite pri lansiranju u polarnu orbitu. Faktori koji su uvjetovali višekratnu upotrebu pogonskih raketa i potrošni vanjski tank bili su zahtjevi Pentagona za sredstvom visokog kapaciteta ukrcaja radi postavljanja satelita i nastojanje Nixonove administracije da smanji troškove svemirskog istraživanja razvojem svemirske letjelice s komponentama za višekratnu upotrebu.
Izrađeno je šest Space Shuttle orbitera; prvi, Enterprise, nije izrađen za svemirski let, te je korišten samo za testiranja. Preostalih pet;  Columbia, Challenger, Discovery, Atlantis, i Endeavour, korišteni su za svemirske letove. Dvije letjelice izgubljene su u nesrećama: Challenger je eksplodirao nakon polijetanja 1986., dok se Columbia disintegrirala pri povratku u atmosferu 2003., u oba slučaja sa sedam poginulih astronauta. Endeavour je izgrađen kao zamjena za Challenger.
Svaki Space Shuttle je djelomično višekratno uporabivi sustav, sastavljen od tri glavna segmenta: Orbiter (Orbiter Vehicle OV) za višekratnu upotrebu, potrošni vanjski tank (external tank ET), i dvije djelomično višekratno upotrebive pogonske rakete (solid rocket boosters SRBs). Tank i rakete odbacuju se u toku penjanja; te samo orbiter ulazi u orbitu. Letjelica se lansira okomito kao konvencionalna raketa, dok orbiter jedri bez pogona motora u vodoravno slijetanje, nakon čega se ponovo oprema za daljnje letove.
Roger A. Pielke, Jr. je procijenio da je trošak programa Space Shuttle do 2008. iznosio 170 milijardi američkih dolara, prema tečaju iz 2008., što znači da je prosječni trošak pojedinog leta oko 1,5 milijardi američkih dolara.
Ponekad se sam obiter naziva Space Shuttleom. Tehnički gledano, to je pogrešno pripisani naziv, jer je "Svemirski transportni sustav" (Space Transportation System) kombinacija orbitera, vanjskog tanka i djelomično ponovo uporabivih pogonskih raketa. Sva tri segmenta zajedno, nazivaju se "Stack" (eng. skupina elemenata, masa, mnoštvo).

### Orbiter
Orbiter podsjeća na zrakoplov s dvostrukim delta krilima, s kutom 81° na unutarnjem napadnom rubu i 45° na vanjskom napadnom rubu. Napadni rub okomitog stabilizatora nagnut je unatrag pod kutom od 50°. Četiri elevona, montirana na izlaznim rubovima krila, zračna kočnica na kormilu, montirana na izlaznom rubu stabilizatora, i zakrilce na trupu kontroliraju orbiter pri poniranju i slijetanju. Orbiter raspolaže s velikim prostorom za korisni teret, širine 4,6 m i dužine 18,3 m, koji zauzima veći dio trupa.

Tri glavna motora (Space Shuttle main engines SSMEs) montirani su u trokutni raspored na stažnjem kraju trupa. Motori se mogu okretati oko osi 10,5 stupnjeva gore i dolje i 8,5 stupnjeva lijevo i desno tijekom uspona radi promjene smjera potiska i kormilarenja. Struktura orbitera izrađena je većinom od legure aluminija, dok je struktura motora izrađena od titana (legura).

### Pogonske rakete
Svaka od dvije pogonske rakete (Solid rocket boosters SRBs) omogućava 12,5 milijuna njutna potiska pri lansiranju, što je 83% od ukupnog potiska potrebnog za lansiranje. Pogonske rakete odbacuju se dvije minute nakon lansiranja na visini od otprilike 45,7 km, te potom otvaraju padobrane i spuštaju se u ocean radi procedure povratka u svemirski centar Kennedy.  Kućišta pogonskih raketa izrađena su od čelika debljine oko 1,3 cm.

### Komande leta
Na prvim letovima Shuttlea korišten je GRiD Compass, jedno od prvih prijenosnih računala. Radi cijene od najmanje 8000 američkih dolara, GRiD Compass nije bio komercijalno uspješan, ali radi svoje veličine i težine nudio je neusporedive performanse, te je NASA bila jedna od prvih korisnika.
Shuttle je bio jedno od prvih vozila koja su koristila kompjutorizirane fly-by-wire digitalne komande leta, što znači da nema mehaničkih ili hidrauličkih veza između upravljačke palice pilota i upravljačkih površina ili Reaction control system potisnika.
Pouzdanost je najveći problem s digitalnim fly-by-wire sustavima. Veliki dio razvoja odnosio se na Shuttleov računalni sustav. Shuttle koristi pet identičnih redundantnih računala opće namjene IBM 32-bit, model AP-101, što stvara vrstu ugrađenog sustav. Četiri računala koristi specijalizirani softver nazvan "Primarni avionički softverski sustav (Primary Avionics Software System, PASS). Peto rezervno računalo koristi odvojeni softver nazvan "Rezervne komande leta" (Backup Flight System, BFS). Zajedno se nazivaju "Sustav obrade podataka" (Data Processing System, DPS).
Razvojni cilj Sustava obrade podataka je sigurnost i pouzdanost u slučaju kvara. Nakon jednog kvara, Shuttle još uvijek može nastaviti misiju, dok nakon dva kvara može sigurno sletjeti.
Četiri računala opće namjene uglavnom djeluju tijesno povezani, međusobno se provjeravajući. Ako jedno od računala pretrpi kvar, tri preostala izbace ga iz sustava, što ga izolira iz kontrole letjelice. Ako drugo računalo zataji, dva računala u funkciji izbace ga iz sustava. U rijetkim slučajevima kada se dogodi istovremeni kvar na dva računala, jedna grupa izabrana je nasumce.
"Rezervne komande leta" (BFS) posebno su razvijeni softver koji djeluje na petom računalu, korištenom jedino ako cijeli glavni sustav četiri računala pretrpi kvar. Premda su četiri glavna računala hardverski redundantna, svi djeluju na istom softveru, te ih opći softverski problem može svih onesposobiti. Avionički softver ugrađenog sustava razvijen je u potpuno drukčijim uvjetima u odnosu na javni komercijalni softver, te je broj kodnih linija vrlo mali u usporedbi s njime. Promjene se primjenjuju vrlo rijetko uz obilna testiranja, uz brojno programsko i pokusno osoblje koje radi na maloj količini računalnih kodova. U teoriji, još uvijek se može pokvariti, te BFS postoji za takve slučajeve. Do danas, za vrijeme niti jednog Shuttleovog svemirskog leta, nije bilo potrebe da BFS preuzme kontrolu primarnog sustava.
Softver za Shuttleova računala napisan je jezikom više razine nazvanim HAL/S, donekle sličnim na PL/I. Posebno je razvijen za okoliš ugrađenog sustava stvarnog vremena.
Računala IBM AP-101 izvorno su raspolagali s oko 424 kilobajta memorije magnetne jezgre pojedinačno. procesor je mogao obraditi oko 400 000 naredbi u sekundi. Nisu imali hard disk, već su softver učitavali s magnetnih traka.
Godine 1990. originalna računala zamijenjeni su nadograđenim modelom AP-101S, s 2,5 puta većim kapacitetom memorije (oko 1 megabajt) i tri puta većom brzinom procesora (oko 1,2 milijuna operacija u sekundi). Memorija je promijenjena s magnetnih jezgri na poluvodičke s baterijskim napajanjem.

### Oznake i simboli
Oblik pisma korišten na Space Shuttle orbiteru je Helvetica. Na boku Shuttlea između prozora cockpita i vratiju teretnog prostora istaknuto je ime orbitera. Ispod stražnjih teretnih vratiju nalazi se oznaka NASA-e, tekst "United States" i Zastava Sjedinjenih Američkih Država. Još 
jedna američka zastava istaknuta je na desnom krilu.

## Nadogradnje
Unutrašnjost shuttlea ostaje uvelike slična originalnom dizajnu, s iznimkom unaprijeđenih avioničkih računala. Kao dodatak računalnim nadogradnjama, originalni jednobojni displeji vektorske grafike u pilotskoj kabini zamijenjeni su suvremenim ravnim diplejima u boji, nalik onima u suvremenim putničkim zrakoplovima kao Airbus A380 i Boeing 777, što se naziva glass cockpit. Također se ukrcavaju i računala s mogućnošću programiranja (izvorno, HP-41C). Uvođenjem Međunarodne svemirske postaje, unutrašnje zračne komore zamijenjene su vanjskim sustavom pristajanja radi mogućnosti većeg prostora za korisni teret na srednjoj palubi za vrijeme misija snabdijevanja orbitalne stanice.
Na Shuttleovim glavnim motorima (SSMEs) izvršeno je više poboljšanja radi veće snage i pouzdanosti, što objašnjava izraze kao "glavni motori na 104% snage". To ne znači da su motori forsirani preko sigurnosne granice, već je znamenka od 100% originalni određeni nivo snage. Za vrijeme dugotrajnog razvojnog programa, Rocketdyne je ustanovio da je motor sposoban za siguran i pouzdan rad na 104% izvorno određene snage. Iako je bio moguće preformulirati omjer izlazne snage, te sadašnjih 104% podijeliti na 100%, radi toga bila bi potrebna revizija brojne ranije dokumentacije i softvera, te je iznos 104% zadržan. Nadogradnje glavnih motora označene su "block brojevima", kao block I, block II, i block IIA. Nadogradnje su poboljšale pouzdanost, održavanje i performanse motora, te je krajnih 109% snage dosegnuto u hardveru leta s motorima Block II 2001
.
Standardna maksimalna snaga je 104%, dok se 106% ili 109% koristi za odustajanje od leta. Za prve dvije misije, STS-1 i STS-2, vanjski tank bio je bijele boje radi zaštite izolacije koja prekriva većinu tanka, ali poboljšanja i testiranja pokazala su da to nije potrebno. Težina koja se uštedi nefarbanjem tanka rezultira povećanom mogućnosti korisnog tereta pri lansiranju u orbitu. Dodatna težina ušteđena je uklanjanjem nekih od unutarnjih ramenjača u tanku za vodik, koje su se pokazale nepotrebnima. Takav "lagani vanjski tank" korišten je na većini Shuttleovih misija. Na letu STS-91 prvi je puta korišten "super laki vanjski tank", izrađen od legure aluminij-litij 2195, koji teži 3,4 tone manje u odnosu na prethodnu verziju laganih tankova. Kako Shuttle ne može letjeti bez posade, svako usavršavanje testira se na operativnim letovima.
Pogonske rakete također su podvrgnute usavršavanjima. Projektni inženjeri nadodali su treće učvršćenje prstenastom brtvom (O-ring) na spojeve između segmenata nakon Challengerove katastrofe.
Planirano je još nekoliko modifikacija pogonskih raketa radi poboljšanja performansi i sigurnosti, ali nisu nikada ostvarene. To je rezultiralo sa znatno jednostavnijim, jeftinijim, vjerojatno sigurnijim i snažnijim "Naprednim pogonskim raketama" (Advanced Solid Rocket Booster), koje su ušle u proizvodnju u prvoj polovici 1990-ih kao podrška svemirskoj stanici, no kasnije su otkazane radi smanjenja troškova, nakon 2,2 milijarde američkih dolara izdataka. Otkazivanje programa naprednih pogonskih raketa rezultiralo je razvojem super lakog vanjskog tanka (SLWT), koji omogućava dio većeg kapaciteta korisnog tereta, dok ne donosi nikakva poboljšanja sigurnosti. Dodatno, Ratno zrakoplovstvo razvilo je vlastiti znatno lakši jednodjelni dizajn pogonskih raketa koristeći sustav strojnog namatanja, ali bio je također otkazan.
Osjetljiva priroda pjenaste izolacije bila je uzrok oštećenja na Termalnom zaštitnom sustavu (Space Shuttle thermal protection system), keramičkom toplinskom štitu i toplinskom omotaču orbitera za vrijeme nedavnih lansiranja. NASA ostaje uvjerena da takva oštećenja, iako su bila glavni razlog katastrofe Space Shuttlea Columbije 1. veljače 2003., neće ugroziti NASA-in cilj dovršenja Međunarodne svemirske postaje (ISS) u planiranom 
roku.
U više navrata od početka 1980-ih bila je predlagana i odbijana isključivo teretna verzija bez posade. Nazvan Shuttle-C, zamijenio bi višekratnu uporabljivost za kapacitet utovara tereta, s velikim potencijalnim uštedama od ponovnog korištenja tehnologije razvijene za Space Shuttle.
Na prve četiri Shuttleove misije, astronauti su nosili modificirana presurizirana odijela američkog ratnog zrakoplovstva za velike visine, zajedno s presuriziranim kacigama za vrijeme penjanja i spuštanja. Od petog leta (STS-5), do gubitka Challengera korištena su jednodjelna svjetloplava Nomex letačka odijela s djelomično presuriziranim kacigama. Manje nezgrapna, djelomično presurizirana verzija odijela pod tlakom za velike visine zajedno s kacigom ponovo su uvedena kada su 1988. obnovljeni letovi Shuttlea.
Odijelo za lansiranje i povratak završilo je svoj radni vijek 1995., te je bilo zamijenjeno potpuno presuriziranim "Naprednim odijelom za spašavanje posade" (Advanced Crew Escape Suit,  ACES), koje podsjeća na Gemini svemirsko odijelo korišteno sredinom 1960-ih.
Radi produženja mogućeg boravka orbitera na međunarodnoj svemirskoj stanici, instaliran je "Stanica-na-Shuttle sustav prenosa energije" (Station-to-Shuttle Power Transfer System, SSPTS), koji omogućava orbiteru korištenje energije svemirske stanice radi uštede vlastite. SSPTS prvi je puta uspješno korišten na letu STS-118.

### Tehnički podaci
Specifikacije orbitera (za Endeavour, OV-105)
- Dužina: 37,24 m
- Raspon krila: 23,79 m
- Visina: 17,86 m
- Težina prazne letjelice: 78 000 kg[59]
- Težina pri lansiranju: 110 000 kg
- Maksimalna težina pri slijetanju: 100 000 kg
- Glavni motori: Tri Rocketdyne Block IIA SSME,[60] svaki s potiskom na razini mora od 1752 MN pri 104% snage
- Maksimalni korisni teret: 25 060 kg
- Dimenzije teretnog prostora:  4,6 m s 18,0 m
- Operativna visina: 100 do 520 nmi (185 do 960 km)
- Brzina: 7743 m/s (27 875 km/h, 17 321 mi/h)[27]
- Širina putanje povratka u atmosferu: 2009 km (1085 nmi)
- Posada: Varira. Najraniji letovi imali su minimalnu posadu od dva člana; mnoge kasnije misije peteročlanu posadu. Danas uglavnom lete sedmeročlane posade: zapovjednik, pilot, nekoliko stručnjaka misije i rijetko inženjer leta. U dva navrata letjelo je osam astronauta (STS-61-A, STS-71). U misijama spašavanja, orbiter može ukrcati najviše jedanaest astronauta.

Specifikacije vanjskog tanka (za SLWT)
- Dužina 46,9 m
- Promjer: 8,4 m
- Volumen goriva: 2025 m3
- Težina praznog tanka:  26 535 kg
- Maksimalna težina pri lansiranju: 756 000 kg

Specifikacije pogonskih raketa
- Dužina: 45,6 m
- Promjer: 3,7 m
- Težina praznih raketa (pojedinačno): 63 272 kg
- Maksimalna težina pri lansiranju (pojedinačno): 590 000 kg
- Potisak (razina mora, lansiranje): 12,5 MN

Grupne specifikacije
- Visina: 56 m
- Maksimalna težina pri lansiranju: 2 000 000 kg
- Ukupni potisak pri lansiranju: 30,16 MN

## Profil misije

### Lansiranje
Sve Space Shuttle misije lansiraju se iz Svemirskog centra Kennedy (Kennedy Space Center, KSC). Lansiranja se ne provode u slučaju grmljavine. Zrakoplovi nakon udara groma često prolaze neoštećeni radi raspršavanja elektriciteta kroz provodljivu strukturu neuzemljenog aviona. Kao i većina putničkih mlažnjaka, Shuttle je većinom izrađen od provodljivog aluminija, koji bi inače štitio unutarnje sustave. Ipak, prilikom lansiranja Shuttle ispušta dugačak ispusni trak koji može prouzročiti sijevanje osiguravši strujni tok do zemlje. Pravila NASA-e za lansiranje Shuttlea (NASA Anvil Rule), određuje da olujni kumulonimbus mora biti na udaljenosti većoj od deset nautičkih milja, te u takvim slučajevima službenik za vrijeme pri Shuttleovim lansiranjima (Shuttle Launch Weather Officer) prati vremenske prilike do konačne odluke o odgodi lansiranja. Dodatno, da bi se izvršilo lansiranje, vremenske prilike moraju biti povoljne i na jednom od prekoatlantskih mjesta za slijetanje (jedan od nekoliko načina odustajanja od leta za Space Shuttle). Dok bi Shuttle mogao sa sigurnošću izdržati udar munje, sličan udar stvorio je probleme na Apollo 12, te NASA iz sigurnosnih razloga ne izvršava lansiranja ako je grmljavina moguća.
Shuttle se nije lansirao ako bi let trajao za vrijeme prelaza iz aktualne godine u sljedeću (prosinac na siječanj, a year-end rollover, YERO). Letni softver, dizajniran 1970-ih, nije bio za to predviđen, te je zahtijevao resetiranje orbiterovih računala na izmjeni godina, koji bi mogli u protivnom izazvati kvar u orbiti. 2007. NASA-ini inženjeri pronašli su rješenje tom problemu što Shuttleu omogućava let između godina.
Na dan lansiranja, nakon konačnog zadržavanja odbrojavanja na T minus 9 minuta, Shuttle prolazi kroz posljednje pripreme za lansiranje, te je odbrojavanje automatski kontrolirano posebnim računalnim programom u Lansirnom kontrolnom centru (Launch Control Center), što je poznato kao Zemaljski lansirni usklađivač (Ground Launch Sequencer, GLS), koji zaustavlja odbrojavanje ako utvrdi kritični problem s bilo kojim Shuttleovim sustavom. GLS prepušta odbrojavanje Shuttleovim računalima na T minus 31 sekunde, u postupku koji se naziva samostalni start sekvence (auto sequence start).
Na T minus 16 sekundi, masivni sustav prigušenja zvuka (sound suppression system, SPS) započinje natapati Pokretnu lansirnu platformu (MLP) i jarke pogonskih raketa s 1100 m3 vode radi zaštite orbitera od oštećenja akustičnom energijom i ispuha raketa odbijenog iz vatrenih jaraka i MLP-a za vrijeme lansiranja.
Na T minus 10 sekundi, aktiviraju se upaljači vodika ispod zvona svakog motora radi obuzdavanja statičnog plina unutar konusa prije paljenja. U slučaju izostanka sagorijevanja tih plinova, moguće je zavaravanje senzora što bi dovelo do mogućnosti prevelikog tlaka i eskplozije letjelice za vrijeme faze paljenja. Turbopumpe glavnih motora također započinju istovremeno punjenje komora za sagorijevanje tekućim vodikom i tekućim kisikom. Računala to djelovanje prate odobrenjem redundantnim računalnim sustavima za početak faze paljenja.
Paljenje tri glavna motora (SSMEs) započinje na T minus 6,6 sekundi. Glavni motori pokreću se sekvencijalno pomoću Shuttleovih računala opće namjene (GPCs) u intervalima od 120 milisekundi. Računala opće namjene zahtijevaju od motora dosezanje 90% procijenjene snage radi kompletiranja konačnog kardana grupe glavnih motora za konfiguraciju lansiranja.  Prilikom pokretanja glavnih motora, voda iz sustava prigušenja zvuka plane u veliku količinu pare u smjeru juga. Sva tri glavna motora moraju dostići potrebnih 100% potiska unutar tri sekunde, u protivnom, brodska računala započet će odustajanje od polijetanja (RSLS abort). Ako računala potvrde normalan porast potiska, na T minus 0 sekundi pale se pogonske rakete. U tom slučaju letjelica je obavezana na lansiranje jer pogonske rakete nije moguće isključiti nakon paljenja. Nakon što pogonske rakete postignu stabilni omjer potiska, radijski kontrolirani signali iz računala opće namjene detoniraju eksplozivne zasune (točnije - slomljive matice) radi oslobađanja letjelice.  Ispušni dim iz pogonskih jedinica napušta vatrene jarke u smjeru sjevera pri brzini bliskoj brzini zvuka, što često stvara talasanje udarnih valova duž stvarnog traka dima i vatre. Pri paljenju, računala opće namjene šalju sekvencu paljenja preko Master Events Controller, računalnog programa integriranog u četiri Shuttleova redundantna računalna sustava. Postoje opširne procedure za slučaj opasnosti (abort modes) radi upravljanja raznim scenarijima mogućih zatajenja prilikom penjanja. Više tih procedura odnosi se na zatajenje glavnih motora, jer radi se o najkompleksnijoj komponenti letjelice, pod vrlo jakim tlakom. Nakon Challengerove katastrofe, uvedene su opsežne nadogradnje procedurama odustajanja.
Nakon paljenja glavnih motora, dok su pogonske rakete još pričvršćene za platformu, početni potisak tri glavna motora uzrokuje cijeloj grupi (pogonske rakete, tank i orbiter) njihanje oko 2 m na nivou pilotske kabine, što se u žargonu NASA-e naziva "nod" ili "twang". Kada se rakete isprave u svoj originalni oblik, grupa (stack) polako se ispravi u okomit položaj, što ukupno traje oko šest sekundi. U trenutku savršenog okomitog položaja, pale se pogonske rakete i započinje lansiranje.
Ubrzo nakon napuštanja platforme Shuttle započinje program okreta i nagiba radi namještanja orbitalne inklinacije s orbiterom u položaju ispod tanka i pogonskih raketa. Letjelica se penje u progresivno sve ravnijem luku, ubrzavajući dok se smanjuju težina glavnog tanka i pogonskih raketa. Za postizanje niske orbite potrebno je mnogo više vodoravne akceleracije u odnosu na okomitu, što nije vidljivo radi okomitog uspinjanja, i pozicije izvan vidokruga većim djelom vodoravne akceleracije. Skoro kružna orbitalna brzina na visini Međunardone svemirske postaje od 380 km je 7,68 kilometara na sekundu, ili otprilike Mach 23 na nivou mora. Kako Međunarodna svemirska postaja orbitira na inklinaciji od 51,6 stupnjeva, Shuttle svoju inklinaciju mora podesiti na istu vrijednost za susret sa stanicom.
U momentu nazvanom Max Q, kada je aerodinamički tlak na letjelicu u atmosferskim letovima maksimalan, na glavnim motorima privremeno se smanjuje potisak, radi sprečavanja prevelike brzine i sukladno mogućnosti prevelikog tlaka na Shuttleu, posebno na osjetljivim dijelovima letjelice kao što su krila. U tom trenutku manifestira se fenomen poznat kao Singularnost Prandtl-Glauert, kada se formiraju kondenzacijski oblaci prilikom ubrzanja u nadzvučnu brzinu.
126 sekundi nakon polijetanja, eksplozivne matice odvajaju pogonske rakete koje manje rakete za odvajanje doslovce odguraju od letjelice. Pogonske rakete padobranom se spuštaju u ocean radi ponovnog korištenja. Shuttle potom nastavlja akceleraciju za orbitu na glavnim motorima. U tom trenutku leta letjelica ima omjer potiska-težine manji od jedan, jer glavni motori nemaju dovoljan potisak da premaše silu teže, te okomita brzina koju su postigle pogonske rakete privremeno opada. Ipak, kako sagorijevanje napreduje, težina goriva opada i omjer potisak-težina ponovo premaši 1, te sve lakša letjelica nastavlja ubrzavati u orbitu.
Shuttle nastavlja s penjanjem i zauzima donekle uspravan kut u odnosu na obzor, te koristi glavne motore za postizanje i održavanje visine dok vodoravno ubrzava u orbitu. Na 5 minuta i 45 sekundi nakon lansiranja, orbiter rotira u uspravan položaj radi prebacivanja komunikacija sa zemaljskih stanica na satelite (Tracking and Data Relay Satellite).
Konačno, u posljednjih deset sekundi rada glavnih motora, masa letjelice je dovoljno mala da se motori moraju usporiti na ograničenje od 3 g (30 m/s2), uvelike radi udobnosti astronauta.
Glavni motori se gase prije potpunog iscrpljenja goriva jer rad na suho može uništiti motore. Kako glavni motori nepovoljno reagiraju na druge metode gašenja, zalihe kisika potroše se prije zaliha vodika. Tekući kisik je sklon naglim reakcijama, te podržava sagorijevanje u kontaktu s vrućim metalom motora. Vanjski tank se otpušta ispaljivanjem eksplozivnih matica i većinom izgara u atmosferi, iako nešto fragmenata pada u Indijski ili Tihi ocean, ovisno o profilu misije. Nepropusnost cijevi u tanku i pomanjkanje sustava smanjenja tlaka na vanjskom tanku olakšava raspadanje tanka u nižoj atmosferi. Nakon izgaranja pjene za vrijeme povratka u atmosferu, zagrijavanje uzrokuje povećanje tlaka u preostalom tekućem kisiku i vodiku do eksplozije tanka, što garantira male dimenzije ostataka koji padaju na Zemlju.
Radi prevencije mogućnosti Shuttleovog praćenja vanjskog tanka natrag u nižu atmosferu, pale se motori orbitalnog manevarskog sustava (OMS) koji podižu perigej više u gornju atmosferu.
 Na nekim misijama (npr. misije na MSP), motori orbitalnog manevarskog sustava koriste se dok glavni motori još rade. Razlog postavljanja orbitera u putanju povratka na Zemlju nije samo radi odstranivanja vanjskog tanka, već iz sigurnosnih razloga; ako orbitalni manevarski sustav pretrpi kvar ili se vrata teretnog prostora ne mogu otvoriti, Shuttle je već na putanji povratka na Zemlju radi slijetanja u slučaju opasnosti.

## Povratak u atmosferu i slijetanje
Gotovo cjelokupni povratak Shuttlea u atmosferu, osim izvlačenja podvozja i senzora podataka zraka, standardno se izvodi pod kontrolom računala. Ipak, povratak u atmosferu može se izvesti u potpunosti i ručno u slučaju kvara. Faza prilaženja i slijetanja može se kontrolirati automatskim pilotom, ali se uglavnom izvodi ručno.
Letjelica započinje povratak paljenjem motora orbitalnog manevarskog sustava, letom u naopakom položaju, isprva unatrag, u suprotnom smjeru u odnosu na orbitalno kretanje za vrijeme od otprilike 3 minute, što Shuttleu smanji brzinu za oko 320 km/h. Usporavanje spušta Shuttleov orbitalni perigej u gornju atmosferu. Shuttle se potom preokreće i postavlja nos uspravno (koji je u stvari "dole" jer leti naopačke). Paljenje orbitalnog manevarskog sustava obavlja se otprilike na pola orbite od mjesta slijetanja.
Letjelica započinje nailaziti na gušću atmosferu u nižoj termosferi na visini od 120 km, pri brzini Mach 25, 8200 m/s (30 000 km/h). Shuttle je kontroliran kombinacijom potisnika sustava kontrole reakcije (Reaction Control System, RCS thrusters) i upravljačkih površina, radi leta s nosom na 40 stupnjeva nagiba, stvaranjem visokog aerodinamičkog otpora, ne samo radi usporavanja na brzinu slijetanja, već i smanjenja zagrijavanja pri povratku u atmosferu. Također, letjelica mora dodatno smanjiti brzinu prije dolaska na mjesto slijetanja, što se postiže izvođenjem s-zavoja s do 70 stupnjeva nagibnog kuta.
Orbiterov maksimalni koeficijent jedrenja/omjer koeficjenta uzgona i otpora znatno varira s brzinom, od 1:1 na hipersoničnim brzinama, 2:1 na nadzvučnim brzinama i 4,5:1 na podzvučnim brzinama za vrijeme prilaženja i slijetanja.
U nižoj atmosferi, orbiter uglavnom leti kao konvencionalna jedrilica, izuzevši znatno veću brzinu poniranja, od preko 50 m/s (180 km/h)
Na priližnoj brzini od Mach 3, dva senzora podataka zraka, locirana na lijevoj i desnoj strani orbiterovog prednjeg donjeg trupa, izvlače se radi mjerenja tlaka zraka u vezi s kretanjem orbitera u atmosferi.
U početku faze prilaska i slijetanja, orbiter je na 3000 m visine i 12 km od staze. Piloti primjenjuju zračno kočenje radi usporavanja letjelice, te se brzina orbitera smanjuje sa 682 km/h na približno 346 km/h pri slijetanju (brzina putničkog mlažnjaka pri slijetanju je 260 kmh). Podvozje se izvlači dok orbiter leti brzinom od 430 km/h. Kao pomoć zračnim kočnicama, dvanaestmetarski padobran izvlači se nakon dodira glavnog ili nosnog podvozja s pistom (ovisno o odabranom načinu postavljanja padobrana) pri približnoj brzini od 343 km/h, te se odbacuje nakon što orbiter uspori na 110 km/h.
Nakon slijetanja, letjelica stoji nekoliko minuta na pisti radi omogućavanja isparenjima otrovnog hidrazina (koji se koristi kao gorivo za kontrolu položaja i tri orbiterova pomoćna izvora energije) da se raziđu, i radi hlađenja orbitera prije iskrcaja astronauta.

## Mjesta slijetanja
U slučaju povoljnih vremenskih prilika, Shuttle uvijek slijeće u  Svemirski centar "Kennedy"; međutim, u slučaju nepovoljnih vremenskih prilika, Shuttle može sletjeti u zrakoplovnu bazu "Edwards" u Kaliforniji, ili na drugim lokacijama oko svijeta. Slijetanje u bazu "Edwards" zahtjeva transport Shuttlea natrag u Cape Canaveral na Floridi pomoću zrakoplova nosača Shuttlea (Shuttle Carrier Aircraft) uz dodatni trošak od 1,7 milijuna američkih dolara. Space Shuttle Columbia (STS-3) jednom je također sletio u White Sands Space Harbor u Novom Meksiku, ali to se smatra posljednjom mogućom opcijom jer NASA-ini znanstvenici vjeruju da pustinjski pijesak može oštetiti Shuttleovu vanjštinu.
| Popis ostalih mjesta za slijetanje: - Zrakoplovna baza Eglin, Florida, SAD - Zrakoplovna baza Elmendorf, Aljaska, SAD - Svemirska luka White Sands, Novi Meksiko, SAD (mjesto slijetanja misije STS-3) - Zrakoplovna stanica Korpusa mornaričkog pješaštva Yuma/Međunarodni aerodrom Yuma, Arizona, SAD - Zrakoplovna baza Plattsburgh, New York, SAD (bivša lokacija; sada zatvorena) - Zrakoplovna baza Ben Guerir, Maroko - Zrakoplovna baza Morón, Španjolska - Međunarodni aerodrom Banjul/Yundum International, Gambija - Aerodrom Zaragoza, Španjolska - Zrakoplovna baza Clark (izvan službe)/Međunarodni aerodrom Diosdado Macapagal, Filipini - Međunarodni aerodrom Kuala Lumpur, Malezija - Zrakoplovna baza Kraljevskog Australskog Zrakoplovstva Amberley, Australija - Zrakoplovna baza Andersen, Guam - Međunarodni aerodrom Amilcar Cabral, Zelenortska Republika - Zrakoplovna baza Hickam AFB, Havaji, SAD - Aerodrom Stockholm-Arlanda, Švedska - Zrakoplovna baza Istres, Francuska - Međunarodni aerodrom Bangor, Maine, SAD - Gradski aerodrom Salina, Kansas, SAD - Baza zrakoplovne rezerve Westover, Massachusetts, SAD - Međunarodni aerodrom Gander, Kanada - Baza kraljevskog zrakoplovstva Fairford, Gloucestershire, Velika Britanija - Međunarodni aerodrom Shannon, Irska - Regionalni aerodrom East Texas, Teksas, SAD - Aerodrom Campbeltown, Škotska, Velika Britanija | Popis mjesta za odustajanje od lansiranja: - Međunarodni aerodrom Atlantic City, Atlantic City, New Jersey, SAD - Zrakoplovna baza Kraljevskog Australskog Zrakoplovstva Darwin, Darwin, Australija - Međunarodni aerodrom Myrtle Beach, Južna Karolina, SAD - Zrakoplovna baza Dyess, Teksas, SAD - Zrakoplovna stanica Korpusa mornaričkog pješaštva Cherry Point, Sjeverna Karolina, SAD - Zrakoplovna baza Ellsworth, Južna Dakota, SAD - Mornarička zrakoplovna stanica Oceana, Virginia Beach, Virginia, SAD - Međunarodni aerodrom Esenboga, Ankara, Turska - Zrakoplovna baza Dover, Delaware, SAD - Međunarodni aerodrom Fort Wayne (Stanica Zrakoplovne Garde), Fort Wayne, Indiana, SAD - Međunarodni aerodrom Gran Canaria, Gran Canaria (Las Palmas), Kanari, Španjolska - Baza Zrakoplovne Nacionalne Garde Otis, Massachusetts, SAD - Međunarodni aerodrom Grant County, Washington, SAD - Baza Zrakoplovne Nacionalne Garde Pease, New Hampshire, SAD - Aerodrom Hao, Francuska Polinezija - Zrakoplovna baza Hoedspruit, Južna Afrika - Međunarodni aerodrom L.F. Wade (Bivša mornarička zrakoplovna stanica Bermuda), Bermudi - Međunarodni aerodrom Kralj Halid, Rijad, Saudijska Arabija - Međunarodni aerodrom Kinshasa, Kinshasa, DR Kongo - Aerodrom Köln-Bonn, Njemačka - Zrakoplovna baza Lajes, Azori, Portugal - Aerodrom Lincoln, Nebraska, SAD - Zrakoplovna baza Mountain Home, Idaho, SAD - Mornarička zrakoplovna stanica Bermuda, Bahami - Mornarička baza Souda Bay, Kreta, Grčka - Mornarička baza (Naval Support Facility) Diego Garcia, Chagos, Britanski indijskooceanski teritoriji - Međunarodni aerodrom Orlando, Orlando, Florida, SAD - Baza kraljevskog zrakoplovstva Fairford, Gloucestershire, Velika Britanija - Međunarodni aerodrom Roberts, Monrovia, Liberija - Međunarodni aerodrom Lehigh Valley, Allentown, Pennsylvania, SAD - Međunarodni aerodrom Mataveri, Hanga Roa, Uskršnji otok, Čile - Međunarodni aerodrom Halifax Stanfield, Halifax, Nova Scotia, Kanada - Zrakoplovna baza Ben Guerir, Maroko - Zrakoplovna baza Columbus, Mississippi, SAD |

## Povijest flote
Popis važnijih događaja u povijesti flote orbitera Space Shuttlea
| Datum               | Orbiter    | Događaj                                                                  | Napomene                                            |
| ------------------- | ---------- | ------------------------------------------------------------------------ | --------------------------------------------------- |
| 18. veljače 1977.   | Enterprise | Prvi let                                                                 | Montiran na zrakoplov nosač (SCA) duž cijelog leta. |
| 12. kolovoza 1977.  | Enterprise | Prvi slobodni let                                                        | S repnim konusom; slijetanje na suho jezero.        |
| 12. listopada 1977. | Enterprise | Četvrti slobodni let                                                     | Prvi bez repnog konusa; slijetanje na suho jezero.  |
| 26. listopada 1977. | Enterprise | Posljednji slobodni let Enterprisea                                      | Prvo slijetanje na betonsku pistu baze "Edwards".   |
| 12, travnja 1981.   | Columbia   | Prvi let Columbije, prvi orbitalni pokusni let                           | STS-1                                               |
| 11. studenoga 1982. | Columbia   | Prvi operativni let Space Shuttlea, prva misija s četiri astronauta      | STS-5                                               |
| 4. travnja 1983.    | Challenger | Prvi let Challengera                                                     | STS-6                                               |
| 30. kolovoza 1984.  | Discovery  | Prvi let Discoveryja                                                     | STS-41-D                                            |
| 3. listopada 1985.  | Atlantis   | Prvi let Atlantisa                                                       | STS-51-J                                            |
| 28. siječnja 1986.  | Challenger | Eksplozija 73 sekunde nakon lansiranja                                   | STS-51-L, Poginulo svih sedam astronauta.           |
| 29. rujna 1988.     | Discovery  | Prva misija nakon Challengera                                            | STS-26                                              |
| 4. svibnja 1989.    | Atlantis   | Prva misija Space Shuttlea koja je lansirala svemirsku sondu (Magellan). | STS-30                                              |
| 7. svibnja 1992.    | Endeavour  | Prvi let Endeavoura                                                      | STS-49                                              |
| 19. studenoga 1996. | Columbia   | Najduža Shuttleova misija do danas, 17 dana i 15 sati                    | STS-80                                              |
| 11. listopada 2000. | Discovery  | 100. misija Space Shuttlea                                               | STS-92                                              |
| 1. veljače 2003.    | Columbia   | Misija znanstvenog istraživanja Zemlje                                   | STS-107, Poginulo svih sedam astronauta.            |
| 25. srpnja 2005.    | Discovery  | Prva misija nakon Columbije                                              | STS-114                                             |
| 11. svibnja 2009.   | Atlantis   | Posljednja misija servisiranja Svemirskog teleskopa Hubble               | STS-125                                             |
| 24. veljače 2011.   | Discovery  | Posljednji let Discoveryja                                               | STS-133                                             |
| 16. svibnja 2011.   | Endeavour  | Posljednji let Endeavoura                                                | STS-134                                             |
| 8. srpnja 2011.     | Atlantis   | Posljednji let Atlantisa, posljednji let programa Space Shuttle.         | STS-135                                             |

Izvori: NASA launch manifest, NASA Space Shuttle archive

### Katastrofe
Dana 28. siječnja 1986., Space Shuttle Challenger eksplodirao je 73 sekunde nakon lansiranja te je poginulo svih sedam ukrcanih astronauta. Nesreću je prouzročilo oštećenje prstenova na pogonskim raketama, što je presudna komponenta misije, izazvano niskim temperaturama. Uporna upozoravanja projektnih inženjera koji su izražavali zabrinutost o nedostatku dokaza o pouzdanosti prstenova na temperaturama ispod 12 °C, NASA-ini menadžeri su ignorirali.
Godine 2003., Space Shuttle Columbia raspao se prilikom povratka u atmosferu radi oštećenja toplinskih pločica za vrijeme lansiranja. Inženjeri zemaljske kontrole izdali su tri odvojena zahtjeva za slike visoke rezolucije, snimljenje od Ministarstva obrane, koje bi mogle omogućiti jasniji uvid u opseg oštećenja, dok je NASA-in glavni inženjer toplinskog zaštitnog sustava (thermal protection system, TPS) zatražio dozvolu da astronauti na Columbiji napuste letjelicu radi ispitivanja oštećenih pločica. NASA-ini menadžeri intervenirali su da zaustave podršku ministarstva obrane i odbili zahtjev za svemirsku šetnju, dok izvedivost scenarija popravka letjelice u svemiru ili spašavanja Shuttleom Atlantis, nije u to doba uzet u obzir od NASA-inog menadžementa.

## Povlačenje
Godine 2011., nakon 30 godina korištenja, planira se povlačenje Space Shuttlea iz službe. Kako se intenzitet programa već smanjuje, prvi je povučen Discovery. Kao zamjena za Shuttle, razvija se nova svemirska letjelica ne samo za prevoz putnika i snabdijevanje Međunarodne svemirske postaje, već i za putovanja van zemaljske orbite na Mjesec i Mars.  Izvorno nazvan Crew Exploration Vehicle, koncept je evolvirao u svemirsku letjelicu Orion te je projekt nazvan Projekt Constellation. Administracija predsjednika Obame predložila je ukidanje javnog financiranja za program Constellation i prebacivanje razvoja zamjenske letjelice za nisko-orbitalne letove na privatne korporacije. Dok nova letjelica ne bude spremna, sve posade za Međunarodnu svemirsku postaju, u međuperiodu će morati putovati ruskim letjelicama ili vjerojatno američkom komercijalnom letjelicom (vidi dolje).
Međutim, plan predsjednika Obame mora odobriti Kongres koji razmatra i neke druge mogućnosti. Jedan od prijedloga, čiji bi trošak bio oko 10 milijardi američkih dolara, predviđa šest ili sedam dodatnih letova između 2010. i 2013., i ubrzanje razvoja brodova Orion koji bi bili spremni do tada. Drugi predlog predviđa ostanak Shuttleova u službi do 2015., i nemijenjanje razvoja
programa Orion.

### Zamjena letjelicama i uslugama drugih svemirskih agencija
NASA je 23. prosinca 2008. najavila dodjeljivanje ugovora za snabdijevanje Međunarodne svemirske postaje privatnoj kompaniji SpaceX i proizvođaču svemirske opreme Orbital Sciences Corporation. SpaceX će koristiti svoju nosivu raketu Falcon 9 i svemirsku letjelicu Dragon, dok će Orbital Sciences korisiti nosivu raketu Taurus II i svemirsku letjelicu Cygnus.

### Slične svemirske letjelice
- Hermes
- Buran
- Lockheed Martin X-33

## Vanjske poveznice
- NASA Službena stranica - spaceflight.nasa.gov   Arhivirana inačica izvorne stranice od 6. studenoga 2005. (Wayback Machine)
- Index of /shuttle - science.ksc.nasa.gov   Arhivirana inačica izvorne stranice od 3. kolovoza 2009. (Wayback Machine)
- Popis misija - NASA
- Popis misija - ksc.nasa.gov   Arhivirana inačica izvorne stranice od 9. prosinca 2012. (Wayback Machine)
- NASA Shuttle medijska galerija - spaceflight.nasa.gov  Arhivirana inačica izvorne stranice od 18. lipnja 2009. (Wayback Machine)
- Foto galerija - nix.larc.nasa.gov  Arhivirana inačica izvorne stranice od 5. travnja 2008. (Wayback Machine)
- NSTS 1988 Reference manual - science.ksc.nasa.gov
- How The Space Shuttle Works - science.howstuffworks.com
- All About the Space Shuttle
- Orbiter Vehicles - science.ksc.nasa.gov  Arhivirana inačica izvorne stranice od 9. veljače 2021. (Wayback Machine)
- Lecture Series on the space shuttle - ocw.mit.edu   Arhivirana inačica izvorne stranice od 21. srpnja 2009. (Wayback Machine)
- Popis mjesta za slijetanje - globalsecurity.org
- NASA Official NASA Space Flight Orbital Tracking system - spaceflight.nasa.gov   Arhivirana inačica izvorne stranice od 8. travnja 2007. (Wayback Machine)
- Povijest Space Shuttlea - Century of flight.com
- Kriteriji vremenskih uvjeta za lansiranje - chandra.harvard.edu   Arhivirana inačica izvorne stranice od 12. rujna 2006. (Wayback Machine)